# 1-프로판올
1-프로판올은 화학식이 CH3CH2CH2OH(PrOH 또는 n-PrOH 라고도 부름)인 1차 알코올이다. 이 무색인 액체는 프로판-1-올, 1-프로필 알콜, n-프로필 알콜 및 n-프로판올라고도 불린다. 1-프로판올은 2-프로판올(프로판-2-올, 아이소프로필 알코올, 아이소프로판올)의 이성질체이다. 소량이 발효 과정 중에 자연적으로 형성되며 주로 제약 산업에서 용매로 사용하는데, 수지나 셀룰로오스 에스테르용으로 쓰인다.
흡입 시 알코올 중독, 고음이온차 대사성 산증을 유발한다.

## 화학적 특성
1-프로판올은 일반적으로 1차 알코올과 특성이 같기 때문에 할로알케인으로 바뀔 수 있다. 예를 들어, 적린과 아이오딘은 n-프로필 아이오딘을 생성하며, PCl3는 ZnCl2를 촉매로 사용하여 염화 n-프로필을 생성한다. 피셔에스테르화 조건에서 H2SO4 촉매가 있을 때 아세트산과 반응하면 프로필 아세테이트가 발생하며, 프로판올을 밤새 환류 시키면 포름산만으로 프로필 포르메이트를 생산할 수 있다. 하지만 Na2Cr2O7 및 H2SO4로 1-프로판올을 산화시키면 프로피온알데히드가 36%만 생성되므로 이 방법으로 반응시킬 때에는 PCC 또는 스턴(Swern) 산화법을 사용하는 고수율 방법이 권장된다. 크로뮴산으로 산화하면 프로피온산이 생성된다.

## 과정
1-프로판올은 프로피온알데히드의 촉매수소에 의해 생성된다. 프로피온알데히드는 에틸렌이 하이드로포르밀화 과정을 통해 제조된다. 이때 코발트옥타카보닐 또는 로듐 복합체와 같은 촉매가 있을 때 일산화탄소와 수소를 사용하여 제조된다
H2C=CH2  +  CO  + H2  →  CH3CH2CH=O
CH3CH2CH=O  +  H2  →  CH3CH2CH2OH

1-프로판올은 1853년에 구스타브 샨셀스가 발견했으며, 구스타브는 퓨젤 오일을 분별 증류하여 얻었다. 실제로 1-프로판올은 감자나 곡물이 발효되어 에탄올을 생산할 때 특정 아미노산으로부터 형성되는 부산물이다. 하지만 분별 증류를 통해 1-프로판올을 얻는 과정은 더 이상 쓰이지 않는다.

## 안전성
1-프로판올은 인체에 미치는 영향이 에탄올과 유사한 것으로 추정되지만, 2~4배 더 강력하다. 1-프로판올은 체내에서 프로피온산으로 분해된다. 분해된 프로피온산이 흡수되면 알코올 중독과 고음이온차 대사성산증을 일으킨다. 2011년에는 치명적인 1-프로판올 중독 사건이 단 한 건 보고되었다.

## 프로판올 연료
1-프로판올은 옥탄가가 높고 엔진의 연료로 사용하는 것에 적합하다. 그러나 프로판올의 생산은 다른 물질들에 비해 너무 비싸기 때문에 연료로 쓰이지 못했다. 프로판올의 연구 옥탄가 (RON)는 118이고 안티 노크 지수 (AKI)는 108이다.

## 참고 문헌
1. Furniss, B. S.; Hannaford, A. J.; Smith, P. W. G.; Tatchell, A. R. (1989), Vogel's Textbook of Practical Organic Chemistry (5th ed.), Harlow: Longman, ISBN 0-582-46236-3
2. Lide, David R., 편집. (2006년 6월 26일). 《CRC Handbook of Chemistry and Physics, 87th Edition》 87판. TF-CRC. ISBN 0-8493-0487-3.
3. Maryadele J. O'Neil, 편집. (2006년 11월 3일). 《The Merck Index: An Encyclopedia of Chemicals, Drugs, and Biologicals》 14판. Merck. ISBN 0-911910-00-X.
4. Perkin, W. H.; Kipping, F. S (1922). 《Organic Chemistry》. London: W. & R. Chambers. ISBN 0-08-022354-0.